# استترول
استترول (به انگلیسی: Estetrol) با فرمول شیمیایی C۱۸H۲۴O۴ یک استروژن با شناسه پاب‌کم ۲۷۱۲۵ است. که جرم مولی آن ۳۰۴٫۳۸ g/mol می‌باشد. این هورمون استروئیدی در کبد جنین نیز یافت میشود. 